# خروج نیروهای آمریکا از عراق (۲۰۲۰–۲۰۲۱)
در دسامبر ۲۰۱۹، عراق و آمریکا شروع به بحث دربارهٔ خروج بخشی از نیروهای نظامی آمریکایی از عراق کردند. در ژانویه ۲۰۲۰، در جریان اعتراضات گسترده مردم عراقو پس از تشدید تنش‌ها بین آمریکا و ایران، مجلس نمایندگان عراق یک مصوبه غیر الزام‌آور برای «اخراج همه نیروهای خارجی از این کشور»، از جمله سربازان آمریکایی و ایرانی را تصویب کرد. پس از رای‌گیری مجلس نمایندگان عراق، دونالد ترامپ، رئیس‌جمهور ایالات متحده در ابتدا از خروج نیروهای آمریکایی از عراق امتناع ورزید، اما در ماه مارس شروع به خروج نیروهای آمریکایی از عراق کرد.
در مارس سال ۲۰۲۰، ائتلاف به رهبری آمریکا با استناد به تحولات چندین ساله صورت گرفته طی عملیات عزم راسخ علیه داعش، بازگرداندن کنترل تعدادی از پایگاه‌ها به نیروهای امنیتی عراق را آغاز کرد. تا ۴ آوریل ۲۰۲۰ آمریکا کنترل چهار پایگاه را به دولت فدرال عراق واگذار کرده است. انتقال پایگاه‌ها به نیروهای امنیتی عراق و خروج نیروهای آمریکایی از این کشور به دلیل بیماری کرونا در عراق و تهدیدات نیروهای نیابتی تحت حمایت ایران روند سریعتری به خود گرفت.
در فوریه ۲۰۲۱، ناتو اعلام کرد که مأموریت خود را برای آموزش نیروهای عراقی جهت مبارزه با داعش گسترش می‌دهد که این امر تا حدی روند خروج نیروهای ائتلاف را زیر سئوال می‌برد. در آوریل ۲۰۲۱، فرماندهی مرکزی ایالات متحده آمریکا اعلام کرد که هیچ برنامه‌ای برای خروج کامل نیروهای آمریکایی از عراق وجود ندارد و دلیل آن نیز ادامه تهدیدات ناشی از شورشیان داعش و شبه‌نظامیان مورد حمایت ایران است.
در ژوئیه ۲۰۲۱، جو بایدن، رئیس‌جمهور آمریکا اعلام کرد که مأموریت جنگی ایالات متحده در عراق تا پایان سال ۲۰۲۱ به اتمام خواهد رسید و نیروهای باقی مانده جهت مشاوره و کمک به نیروهای عراقی، نقش ایفا خواهند کرد. مأموریت جنگی ایالات متحده در ۹ دسامبر ۲۰۲۱، رسماً پایان یافت؛ در حالی که ۲۵۰۰ سرباز آمریکایی همچنان در عراق باقی مانده بودند.

## پیش زمینه

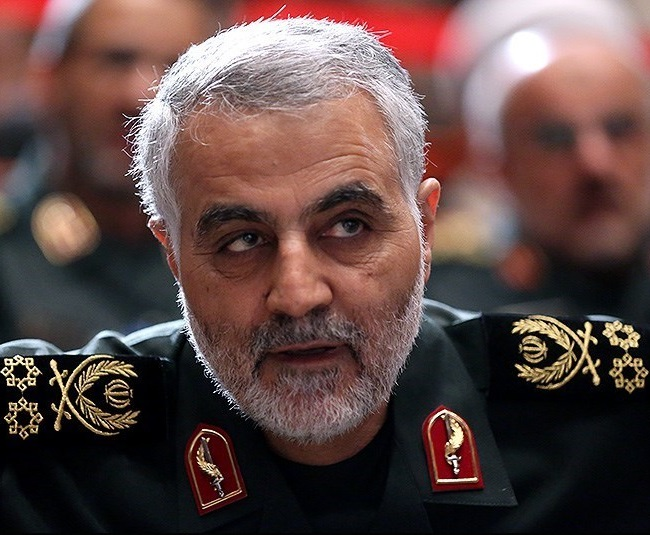
عراق، ترور قاسم سلیمانی، ژنرال ایرانی را به عنوان نقض حاکمیت خود محکوم کرد.

ایالات‌متحده، خروج نیروهایش را در دسامبر ۲۰۱۱ به پایان رساند و به جنگ عراق پایان داد.
در ژوئن ۲۰۱۴، ایالات متحده، گروه ضربت مشترک ترکیبی – عملیات عزم راسخ را تشکیل داد و به دلیل درخواست دولت عراق برای مداخله در این کشور به علت ظهور داعش مجدداً اقدام به مداخله در عراق نمود. ایران نیز در ژوئن ۲۰۱۴ در عراق مداخله کرد. در ۹ دسامبر ۲۰۱۷، عراق اعلام کرد که بر داعش غلبه کرده و جنگ داخلی عراق به پایان رسیده است. همچنین دولت عراق از آغاز عملیات بر علیه اعضای باقی‌مانده داعش در عراق خبر داد.
در ماه مه ۲۰۱۹، چهار کشتی تجاری در دریای عمان به وسیله مین‌های چسبنده دریایی مورد حمله قرار گرفتند.
پس از اینکه آمریکا سپاه پاسداران انقلاب اسلامی را مسئول این حادثه دانست، تنش‌ها بین آمریکا و ایران افزایش یافت. در ژوئن ۲۰۱۹، یک حادثه‌ای تقریباً مشابه حادثه قبلی برای دو کشتی تجاری دیگر رخ داد. در دسامبر ۲۰۱۹، ایالات متحده شروع به بحث با عراق دربارهٔ برنامه‌هایی برای خروج نیروهای آمریکایی از تعدادی پایگاه مشخص شده کرد. در همان ماه پایگاه هوایی کی- ۱ مورد حمله قرار گرفت که منجر به کشته شدن یک تن و مجروح شدن ۶ نفر شد. ایالات متحده گروه کتائب حزب‌الله که مورد حمایت ایران است را مسئول این حمله معرفی کرد. ایالات‌متحده با انجام حملات هوایی علیه مواضع کتائب حزب‌الله در عراق و سوریه به این حمله واکنش نشان داد.
سفارت آمریکا در بغداد در ۳۱ دسامبر ۲۰۱۹ تا ۱ ژانویه ۲۰۲۰ در واکنش به حمله هوایی ایالات متحده به مواضع کتائب حزب‌الله مورد حمله قرار گرفت. در ۳ ژانویه ۲۰۲۰، ایالات‌متحده حمله‌ای هوایی انجام داد که موجب کشته شدن قاسم سلیمانی، فرمانده نیروی قدس سپاه پاسداران و ابومهدی المهندس، فرمانده کتائب حزب‌الله شد. عراق نسبت به انجام این حمله هوایی اعتراض کرد و آن را نقض حاکمیت خود عنوان کرد. در ۵ ژانویه ۲۰۲۰ مجلس نمایندگان عراق با تصویب مصوبه‌ای اعلام کرد که دولت عراق باید برای پایان دادن به حضور همه نیروهای خارجی در خاک عراق تلاش کند. دونالد ترامپ، رئیس‌جمهور آمریکا، با تهدید به اعمال تحریم علیه عراق به این مصوبه مجلس عراق واکنش نشان داد.

## خروج
اگر از ما بخواهند تا از عراق خارج شویم و اگر این را دوستانه انجام ندهند، علیه آنها مجازات‌های بی‌سابقه اعمال می‌کنیم. به گونه‌ای که تحریم‌های مورد اجرا علیه ایران در مقابل تحریم‌های احتمالی مورد اجرا علیه عراق بسیار سبک و جزئی می‌ماند.
دونالد ترامپ، رئیس‌جمهور آمریکا، ۳ ژانویه ۲۰۲۰

### ژانویه ۲۰۲۰: امتناع اولیه آمریکا برای عقب‌نشینی
در ۵ ژانویه ۲۰۲۰ مجلس نمایندگان عراق به دولت عراق رای داد تا برای پایان بخشیدن به حضور همه نیروهای خارجی در خاک عراق تلاش کند.
مشخص نیست که آیا این قطعنامه الزام‌آور بوده است یا نه، همچنین هیچ جدول زمانی برای خروج نیروهای خارجی تعیین نشده است.
قیس خزعلی، رهبر گروه عصائب اهل حق (مورد حمایت ایران) اظهار داشت: اگر [سربازان آمریکایی] خارج نشوند، نیروهای اشغالگر در نظر گرفته می‌شوند.ترامپ در واکنش به این مصوبه تهدید به اعمال تحریم علیه عراق کرد. با توجه به نامه‌ای که توسط یک فرمانده ارشد آمریکایی به مقامات عراقی در تاریخ ۶ ژانویه ۲۰۲۰ ارسال شده است، ایالات‌متحده ممکن است برای خروج نیروهایش از عراق آماده شود. اما پس از مدتی رئیس ستاد مشترک نیروهای مسلح ایالات متحده آمریکا، مارک میلی، اعلام کرد که پیش‌نویس یک «اشتباه صادقانه» ارسال شده است.
در ۸ ژانویه ۲۰۲۰ ایران اقدام به انجام عملیات شهید سلیمانی کرد و با موشک به نیروهای آمریکایی مستقر در عراق حمله کرد. ۱۱۰ تن از پرسنل نظامی آمریکا دچار ضربه مغزی ناشی از حمله حمله موشکی شدند. ایالات متحده با اصرار بر اینکه نیروهایش در عراق بمانند، واکنش نشان داد.
ترامپ که در مورد خروج نیروهای آمریکایی صحبت می‌کرد، اظهار داشت: " در برخی موارد، ما می‌خواهیم که بیرون برویم. اما این نکته درست نیست.''
«عادل عبدالمهدی» دو روز بعد مجدداً تکرار کرد که همه نیروهای خارجی از جمله ایران، باید از عراق خارج شوند.
در ۲۴ ژانویه سال ۲۰۲۰، معترضان عراقی اقدام به راهپیمایی کردند و خواستار خروج سربازان ایالات متحده از کشور خود شدند. به دلیل نگرانی‌های امنیتی برخی از کشورهای عضو ناتو از جمله کانادا، آلمان، کرواسی و اسلواکی اعلام کردند که در حال پایان دادن به ماموریت‌های آموزشی خود هستند و دستکم به‌طور موقت نیروهای خود را از عراق خارج خواهند کرد.

### مارس - مه ۲۰۲۰: انتقال پایگاه و همه‌گیری کووید-۱۹

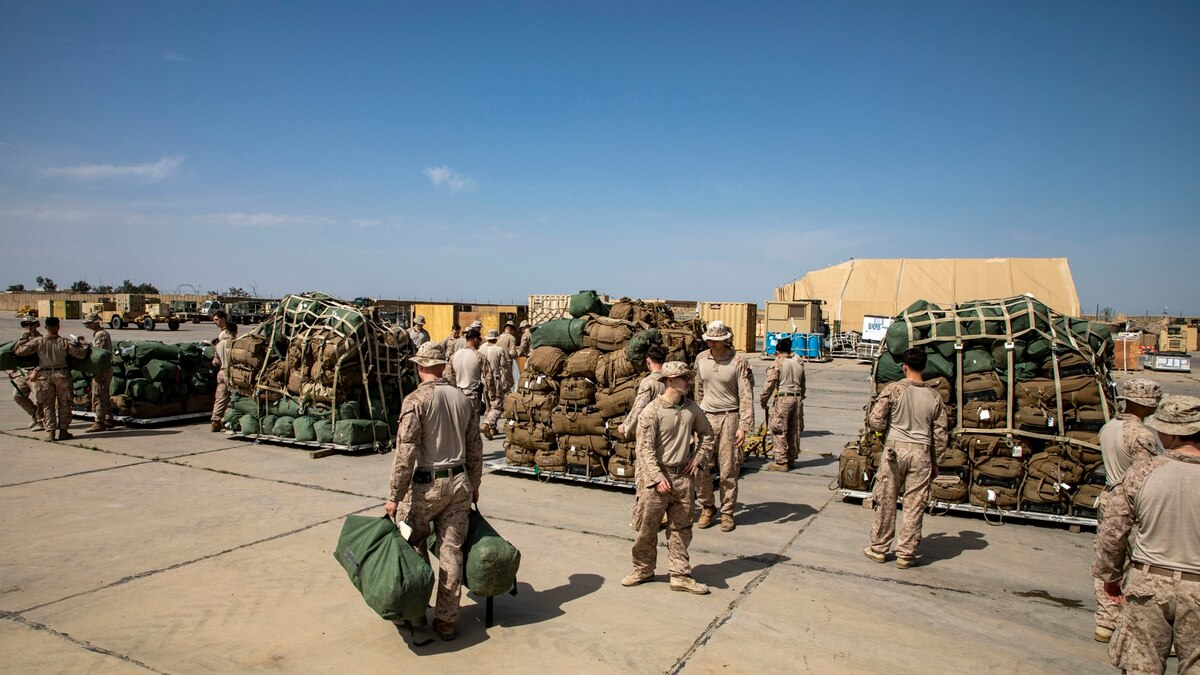
گردان دوم، هنگ هفتم نیروی دریایی، لوازم خود را برای خروج از پایگاه هوایی التقدم آماده می‌کنند.

در ۱۱ و ۱۴ مارس ۲۰۲۰، کمپ تاجی ظاهراً توسط کتائب حزب‌الله مورد حمله قرار گرفت، که منجر به کشته شدن سه تن از پرسنل ائتلاف شد.
در ۱۳ مارس ۲۰۲۰ ایالات متحده به حمله ۱۱ مارس کمپ تاجی با هدف قرار دادن پنج انبار سلاح کتائب حزب‌الله طی عملیات عقاب انتقام و به وسیله حملات هوایی واکنش نشان داد.
در ۱۹ مارس ۲۰۲۰، ائتلاف کنترل پایگاه قائم در نزدیکی مرز عراق - سوریه را به نیروهای امنیتی عراق واگذار کرد.
ژنرال ارشد عراقی، تحسین الخفاجی اظهار داشت: «خروج ارتش آمریکا از پایگاه قائم اولین قدم برای خروج کامل نیروهای آمریکایی از عراق است».
«کارگروه مشترک - عملیات راهکار ذاتی» در ۲۰ مارس ۲۰۲۰ تأیید کرد که برخی از نیروهای نظامی به دلیل بیماری همه‌گیر کروناویروس از عراق خارج می‌شوند.
در همان روز، فرماندهی مرکزی ایالات متحده آمریکا دستور قرنطینه ۱۴ روزه سربازان آمریکایی که از عراق و افغانستان خارج یا وارد این کشورها می‌شوند را به دلیل همه‌گیری کروناویروس صادر کرد.
در ۲۶ مارس ۲۰۲۰ آمریکا پایگاه هوایی القیاره در جنوب موصل را ترک کرد.
سومین پایگاه که آمریکا آن را تحویل نیروهای امنیتی عراق داد پایگاه کی-۱ در کرکوک بود.
در ۴ آوریل ۲۰۲۰، نیروهای ائتلاف پایگاه هوایی التقدم را تحویل نیروهای عراقی دادند این پایگاه، چهارمین پایگاهی بود که تحویل نیروهای عراقی شد.
داعش قصد دارد از خلاء موجود در صحرای سوریه که ناشی از عقب‌نشینی نیروهای آمریکایی به علت شیوع کرونا ویروس است به نفع خود استفاده کند.
در یک خبر مطبوعاتی، گروه ضربت مشترک ترکیبی – عملیات عزم راسخ مجدداً تأکید کرد که انتقال پایگاه‌ها به نیروهای عراقی از قبل برنامه‌ریزی‌شده است و «به حملات اخیر علیه پایگاه‌های عراقی که میزبان نیروهای ائتلاف هستند یا وضعیت جاری کووید-۱۹ در عراق ربطی ندارد».
با این حال، یک گزارش که توسط یکی از مقامات نظامی در ماه مه ۲۰۲۰ منتشر شد بیان می‌دارد که اگرچه ترک پایگاه‌ها و واگذاری آن‌ها به دولت عراق از قبل برنامه‌ریزی شده است، اما این واگذاری‌ها به دلیل تهدید نیروهای نیابتی تحت حمایت ایران و همه‌گیری کرونا ویروس تسریع شده است.

### ژوئن ۲۰۲۰ – ژانویه ۲۰۲۱: گفتگوهای امنیتی آمریکا و عراق
تا ژوئن سال ۲۰۲۰، دولت عراق هنوز به مصوبه پارلمان عراق در ژانویه ۲۰۲۰ که خواستار خروج همه سربازان خارجی از عراق است عمل نکرده است، و بنا بر گزارش‌ها ارتش عراق تمایلی به خروج نیروهای آمریکایی ندارد. در ۱ ژوئن ۲۰۲۰، اسپانیا از قصد خود برای خروج از پایگاه اصلی این کشور در عراق تا پایان ژوئیه خبر داد. قرار شد که ایالات متحده و عراق مذاکرات جدیدی را در مورد همکاری‌های نظامی، سیاسی و اقتصادی در ماه ژوئن انجام دهند. آخرین باری که مذاکرات مربوط به مسائل امنیتی بین دو کشور انجام شد در سال ۲۰۱۸ بوده است. در ۹ ژوئن ۲۰۲۰، قبل از شروع مذاکرات، حملات موشکی علیه نیروهای آمریکایی مستقر در فرودگاه بین‌المللی بغداد انجام شد، هیچ‌کس در این حملات آسیبی ندید. مذاکرات بین عراق و ایالات متحده در ۱۱ ژوئن آغاز شد و قرار است به صورت مجازی انجام شود و انتظار می‌رود ماه‌ها ادامه یابد. مذاکرات در میان ادامه تنش‌های ایالات متحده با ایران و تشدید حملات دولت اسلامی عراق و شام آغاز شد. به نوشته نیویورک تایمز، شورش داعش در اواسط سال ۲۰۲۰ شدت گرفته است که بخشی از آن مربوط به این است که نیروهای امنیتی عراق منابع انسانی خود را برای اجرای مقررات منع آمد و شد و قرنطینه شهرها به دلیل همه‌گیری کروناویروس به کار گرفته است.
در ۲۳ اوت ۲۰۲۰، نیروهای آمریکایی از پایگاه تاجی خارج شدند و آن را تحویل نیروهای امنیتی عراق دادند.
در ۲۸ اوت ۲۰۲۰، یک مقام آمریکایی گفت که انتظار می‌رود ایالات متحده یک سوم نیروهای خود را طی ماه‌های آینده از عراق خارج کند و تعداد نیروهای حاضر در عراق را از ۵۲۰۰ نفر به ۳۵۰۰ نفر خواهند رساند.
در ۹ سپتامبر سال ۲۰۲۰، ارتش آمریکا اعلام کرد که تعداد نیروهای حاضر در عراق را از ۵۲۰۰ به ۳۰۰۰ نفر کاهش می‌دهد.

### فوریه ۲۰۲۱ - آوریل ۲۰۲۱: گسترش مأموریت آموزشی ناتو و ادامه گفتگوهای امنیتی
تا ژانویه ۲۰۲۱، ایالات متحده تعداد سربازان خود در عراق را به ۲۵۰۰ نفر کاهش داد. علاوه بر این کریستوفر میلر، سرپرست سابق وزیر دفاع، خاطرنشان کرد که حتی با وجود کاهش نیرو آنها «به داشتن یک چهارچوب ضد تروریسم در عراق برای حمایت از نیروهای متحد به وسیله قدرت هوایی و اطلاعاتی ادامه خواهند داد».
در ۱۵ فوریه، در پی حمله راکتی به پایگاه ائتلاف تحت رهبری ایالات متحده در اربیل که احتمالاً توسط یک گروه شبه نظامی تحت حمایت ایران انجام شد دو نفر کشته و ۱۳ نفر (از جمله یک سرباز آمریکایی) زخمی شدند.
در ۱۸ فوریه، ینس استولتنبرگ، دبیرکل ناتو اعلام کرد که اعضای این پیمان مأموریت خود را برای آموزش نیروهای امنیتی عراق، بنا به درخواست دولت عراق گسترش خواهند داد. استولتنبرگ گفت که ناتو به تدریج تعداد نیروهایش را در عراق از ۵۰۰ نفر به ۴۰۰۰ نفر افزایش خواهد داد و مأموریت آموزش نیروهای عراقی از لحاظ جغرافیایی به فراتر از بغداد گسترش خواهد یافت. بنا بر گزارش‌ها، پنتاگون از تصمیم ناتو استقبال کرد، اما در آن زمان مشخص نبود که آیا ایالات متحده خروج نیروهایش را لغو خواهد کرد و نیروهای خود را تحت ابتکار ناتو در عراق حفظ خواهد کرد یا نه.
در ۲۳ مارس، دولت عراق رسماً درخواست از سرگیری گفتگوهای امنیتی دوجانبه با ایالات متحده را مطرح کرد. سرانجام گفتگوهای دوجانبه در ماه آوریل انجام شد. این گفتگو سومین نشست عراق و آمریکا بود. اولین و دومین مذاکرات استراتژیک به ترتیب در ژوئن و اوت ۲۰۲۰ انجام شده بود و این اولین جلسه‌ای بود که در زمان دولت بایدن برگزار شد. انتظار می‌رفت که ایالات متحده برای ادامه حضور نیروهای ائتلاف در عراق به وظیفه آموزش نیروهای عراقی «به دعوت دولت عراق» و مبارزه با شورشیان داعش استدلال کند. با این وجود، گزارش شد که مقامات آمریکایی از خروج برنامه‌ریزی شده نیروهایشان از عراق در تاریخی نامشخص حمایت کرده‌اند.
پس از پایان دور سوم «گفتگوهای راهبردی» که در ۷ آوریل به اتمام رسید، دو طرف دربارهٔ تروریسم و مبارزه با داعش اعلام کردند با توجه به افزایش توانمندی نیروهای عراقی؛ نقش نیروهای آمریکایی و ائتلاف به مأموریت آموزشی و استشاری تبدیل می‌شود تا امکان انتقال باقی‌مانده نیروهای نظامی به خارج از عراق را ممکن سازد و طرفین در این باره زمان‌بندی خروج نیروهای مزبور را پس از مذاکرات تعیین می‌کنند. مقامات امنیتی عراق توافق کردند که با وجود فشار مداوم شبه نظامیان مورد حمایت ایران برای بیرون راندن تمام نیروهای ائتلاف، حضور محدود ائتلاف برای مبارزه با هسته‌های مخفی داعش ضروری است.
در ۲۲ آوریل، ژنرال فرانک مکنزی، فرمانده وقت سنتکام، از طرح ناتو برای گسترش نقش این سازمان در عراق استقبال کرد و دورنمای خروج کامل نیروهای آمریکایی از عراق را رد کرد و گفت: «ما در عراق می‌مانیم» تا به دستور دولت عراق «نبرد با داعش را به پایان برسانیم». مکنزی همچنین به تهدید مستمر شبه‌نظامیان مورد حمایت ایران برای ائتلاف اشاره کرد و بر این باور خود تأکید کرد که بیرون راندن نیروهای آمریکایی و متحدان آن از منطقه، هدف سیاست خارجی ایران است.

### ژوئیه ۲۰۲۱ - دسامبر ۲۰۲۱: پایان مأموریت رزمی آمریکا

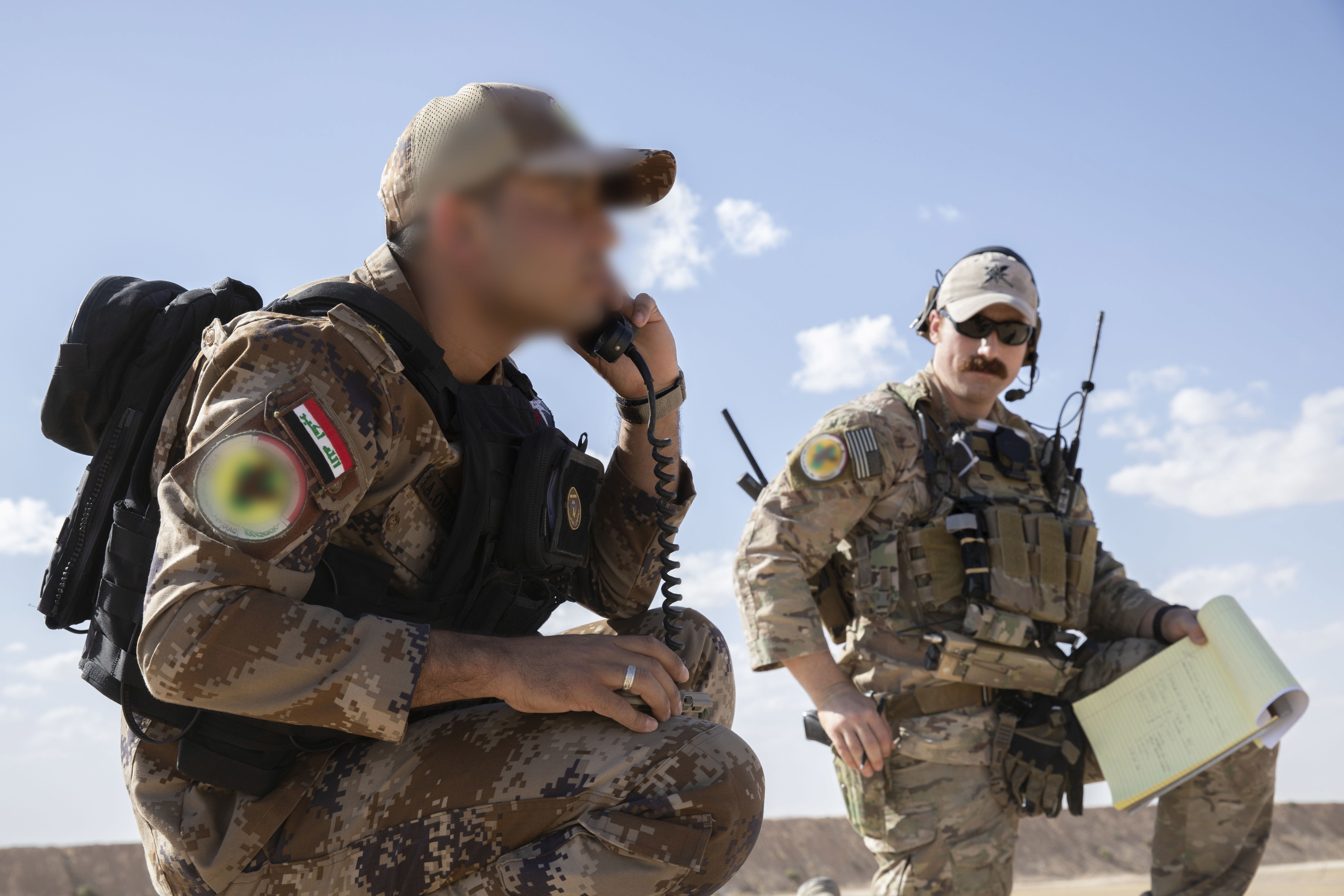
یک افسر کنترل‌کننده حمله مشترک ائتلاف در حال آموزش به یک سرباز کنترل‌کننده حمله تاکتیکی عراقی از واحد ضد تروریسم عراق در نزدیکی پایگاه هوایی عین‌الاسد، ۱۹ اکتبر ۲۰۲۱.

در ۲۶ ژوئیه ۲۰۲۱ مصطفی الکاظمی، نخست‌وزیر عراق به ایالات متحده سفر کرد. همزمان با این سفر چهارمین و آخرین دور «گفتگوی استراتژیک عراق و آمریکا» در جریان بود. رئیس‌جمهور ایالات متحده، جو بایدن در ملاقات با الکاظمی اعلام کرد که مأموریت جنگی آمریکا در عراق تا آخر سال به پایان خواهد رسید. همچنین بایدن اعلام کرد نقش نیروهای آمریکایی باقی‌مانده در عراق به نقش مستشاری تغییر خواهد یافت و در ادامه اظهار داشت «من فکر می‌کنم همه چیز خوب پیش می‌رود. نقش ما در عراق این خواهد بود که … در دسترس بودن برای ادامه آموزش، یاری رساندن، کمک کردن، و مقابله با داعش به محض ظهور دوباره این گروه». بنا بر گزارش‌ها، این اقدام به اصرار دولت عراق انجام شد و ناظران آن را تغییری اساسی تلقی نکردند، زیرا ایالات متحده از قبل بیشتر تلاش‌های خود را بر آموزش و کمک به نیروهای امنیتی عراق متمرکز کرده بود.
سخنگوی ارتش عراق، در ۸ اکتبر اعلام کرد که خروج نیروهای رزمی آمریکا از عراق آغاز شده است.
در ۹ دسامبر، عراق و ائتلاف تحت رهبری ایالات متحده اعلام کردند که مأموریت جنگی ائتلاف به پایان رسیده است و به‌طور رسمی نقش نیروهای آمریکایی باقی مانده در این کشور به مشاوره، کمک و آموزش به نیروهای عراقی تغییر یافته است. سرلشکر جان برنان، فرمانده ائتلاف، اظهار داشت: «بسیاری از مردان و زنان شجاع جان خود را دست دادند تا اطمینان حاصل شود که داعش هرگز باز نخواهد گشت، و ما با وجود خاتمه نقش رزمی خود همچنان در اینجا [عراق] برای مشاوره، کمک و توانمندسازی نیروهای امنیتی عراق خواهیم ماند.» وی در ادامه افزود که «داعش شکست خورد اما با این وجود کاملا از بین نرفته است.»
حدود ۲۵۰۰ نیروی آمریکایی در زمان اعلام این خبر در عراق باقی مانده بودند، همچنین سربازان آمریکایی از اوایل سال ۲۰۲۰ در هیچ مأموریت رزمی شرکت نکرده‌اند.
ژنرال فرانک مکنزی، فرمانده سنتکام تأیید کرد که نیروهای آمریکایی برای کمک به نیروهای امنیتی عراق، از جمله ارائه پشتیبانی هوایی و کمک‌های نظامی، در عراق باقی خواهند ماند.